# Mitsuo Tsukahara
Mitsuo Tsukahara, född den 22 december 1947 i Tokyo i Japan, är en japansk gymnast.
Han tog OS-guld i lagmångkampen i samband med de olympiska gymnastiktävlingarna 1968 i Mexico City.
Han tog därefter OS-guld i lagmångkampen, OS-guld i räck och OS-brons i ringar i samband med de olympiska gymnastiktävlingarna 1972 i München.
Han tog avslutningsvis OS-guld i lagmångkampen, OS-guld i räck, OS-silver i hopp, OS-brons i barr och OS-brons i mångkampen i samband med de olympiska gymnastiktävlingarna 1976 i Montréal.